# Разумовская, Карина Владимировна
Кари́на Влади́мировна Разумо́вская (род. 9 марта 1983, Ленинград, СССР) — советская и российская актриса театра, кино, телевидения и дубляжа. Заслуженная артистка Санкт-Петербурга (2025). Лауреат премии «Золотой орёл» за «Лучшую актрису онлайн-сериала» («Трасса», 2025). Наиболее известна по ролям в сериалах «Трасса», «Мажор», «Адъютанты любви» и «Обратная сторона Луны».

## Биография
Родилась 9 марта 1983 года в Ленинграде. В 1989 году в возрасте пяти лет дебютировала в картине «Торможение в небесах». Окончив школу, поступила в Санкт-Петербургскую государственную академию театрального искусства, а по окончании, в 2004 году, стала работать в Большом драматическом театре имени Г. А. Товстоногова.

## Личная жизнь
Первый муж — Артём Карасёв, российский актёр. Поженились 31 декабря 2005 года. Брак продлился 6 лет.
Второй муж — Егор Бурдин (с лета 2018), одноклассник. 7 августа 2019 года у них родился сын Платон.

## Театральные работы
Большой Драматический театр имени Г. А. Товстоногова
- «Ночь перед Рождеством» — Оксана
- «Блажь» — Ольга
- «Чёрная комедия» — Клея
- «Весёлый солдат» — Нелька
- «Екатерина Ивановна» — горничная
- «Школа налогоплательщиков» — дочь Фромантеля
- «Пьяные» — Марта[5]
- «Мерси» — Мерси
- «Калека с острова Инишмаан» — Хелен[6]
- «Три сестры» — Маша[7]

Театр комедии имени Акимова
- «Призраки» — Мари
- «Свадьба Кречинского» — Лидочка Муромская
- «Хочу сниматься в кино» — Либби Таккер

Киностудия «Амедиа» СТС города Москва
- «Мой родной Ленинград» — А. Нестеров
- «Счастье приходит однажды» — А. Нестеров
- «Мой дом» — А. Нестеров
- «Любовь — это не только счастье» — А. Нестеров
- «Я люблю тебя!» — А. Нестеров
- «Мама» — А. Нестеров
- «Ты моя любовь!» — А. Нестеров
- «Рождество» — А. Нестеров.

## Фильмография

### Художественные фильмы
- 1991 — Действуй, Маня! — эпизод
- 2002 — Ковчег — Катя
- 2003 — История весеннего призыва — Света
- 2006 — Там, где живёт любовь — Марина Комарова
- 2007 — Серебряный самурай — искусствовед Надя
- 2008 — Блаженная — Александра
- 2008 — Превратности судьбы — Анна Петровна Алексеева
- 2008 — Красота требует… — Женя Кукушкина, представительница России на международном конкурсе «Мисс Домохозяйка»
- 2008 — По контуру лица — Она
- 2008 — Позвони в мою дверь — Полина
- 2009 — Дом для двоих — Настя Сафонова
- 2009 — Мой — Света Свешникова
- 2009 — Реквием для свидетеля — Вера
- 2009 — Кровь не вода — Аня Куликова
- 2009 — Фокусник — Рина
- 2010 — Подсадной — Татьяна
- 2011 — Ветер северный — Екатерина Андреева
- 2011 — Секта — Наташа
- 2013 — Один на всех — Женя Бойцова
- 2013 — Тёмные лабиринты прошлого — Лиза
- 2014 — Снова один на всех — Женя Стрельцова
- 2014 — Дачный романс
- 2014 — Уйти, чтобы вернуться — Вера Воскресенская / Алиса Володина
- 2014 — Новогоднее счастье — Мисс фитнесс
- 2015 — Жизненные обстоятельства — Женя
- 2015 — Соучастники — Ольга
- 2015 — Тень стрекозы — Светлана Владимировна Алексеева
- 2017 — Цензор — психолог Отдела Ц
- 2018 — Идеальная жена — Валерия Хрусталёва, бывшая радиоведущая, ныне ведущая тренингов для женщин
- 2019 — Беловодье. Тайна затерянной страны — Иоанта
- 2019 — За кулисами — Аня
- 2020 — Зоя — Прасковья Кулик
- 2024 — Последний хранитель Беловодья (в производстве) — Иоанта

### Телесериалы
- 2004 — Родственный обмен — сёстры Вера и Юля
- 2004 — Сёстры — Рита
- 2005 — Адъютанты любви — Ольга Лопухина
- 2006 — Расписание судеб — Полина
- 2006 — Всё смешалось в доме — Ксения Малюкова
- 2008 — Всё не случайно — Лиля Белоусова
- 2009 — Танго с Ангелом — Наталья Тарасова
- 2009 — Смерть Вазир-Мухтара. Любовь и жизнь Грибоедова — Булгарина
- 2011 — Пилот международных авиалиний — Ксения Лаптева
- 2011 — Ящик Пандоры — Наташа
- 2012 — Под прикрытием — Вера
- 2012 — Только о любви — Леся
- 2012 — Обратная сторона Луны — Люда
- 2013 — Вангелия — Алиса Варежкина
- 2013 — 2014 — Балабол — Вика
- 2014 — Отец Матвей — Татьяна Крапивина
- 2014 — н. в. — Мажор — Виктория Сергеевна Родионова
- 2015 — Полицейский участок — Светлана
- 2015 — Петля Нестерова — Рита
- 2017 — Спящие — Лена Колычева, киллер
- 2019 — 2024 — Чёрный пёс — Ольга Смирнова
- 2021 — Ивановы-Ивановы (5 сезон) — Симона
- 2021 — МУР-МУР — Анна Гайдукова, медсестра, дочь первого секретаря ВКП(б)
- 2021 — Хрустальный — Ирина Владимировна Крупенникова, учитель химии
- 2021 — Последний аксель — Вера Токарева, второй тренер
- 2022 — Катюша — Екатерина Голикова
- 2023 — Райцентр — Нина
- 2023 — Арт и Факт (мини-сериал) — Елена
- 2023 — Большой дом — Зинаида Кожина
- 2024 — Загляни ему в голову — Марина
- 2024 — Трасса — Светлана Незнамова, судья
- 2025 — Аутсорс — мать Наташи

## Награды
- Заслуженная артистка Санкт-Петербурга (2025)[2]
- Благодарность Законодательного Собрания Санкт-Петербурга (27 февраля 2019 года) — за выдающиеся личные заслуги в области культуры и искусства в Санкт-Петербурге, успешную творческую деятельность и высокий профессионализм, а также в связи со 100-летием со дня создания Федерального государственного бюджетного учреждения культуры «Российский государственный академический Большой драматический театр имени Г. А. Товстоногова»[8].
- Роль Александры в фильме «Блаженная» в 2008 году получила «Silver Remi Awards» на кинофестивале «Worldfest» в Хьюстоне.[источник не указан 921 день]
- Лауреат Санкт-Петербургской независимой актёрской премии имени Владислава Стржельчика (2016)[9][10].